# ملكة جمال مراهقات الولايات المتحدة الأمريكية 1983
ملكة جمال مراهقات الولايات المتحدة الأمريكية 1983 ، أول مسابقة ملكة جمال مراهقات في الولايات المتحدة الأمريكية ، تم بث على الهواء مباشرة من قاعة ليكلاند المدنية في ليكلاند ، فلوريدا في 30 أغسطس 1983. وقد استضاف الحدث مايكل يونغ، في ختام المسابقة النهائية ، توجت روث زاكاريان من نيويورك بلقب ملكة جمال مراهقات الولايات المتحدة الأمريكية من قبل جولي حايك حاملة لقب مسابقة ملكة جمال الولايات المتحدة الأمريكية 1983 ولورين داونز حاملة لقب مسابقة ملكة جمال الكون 1983 .

## النتائج

### المراكز النهائية

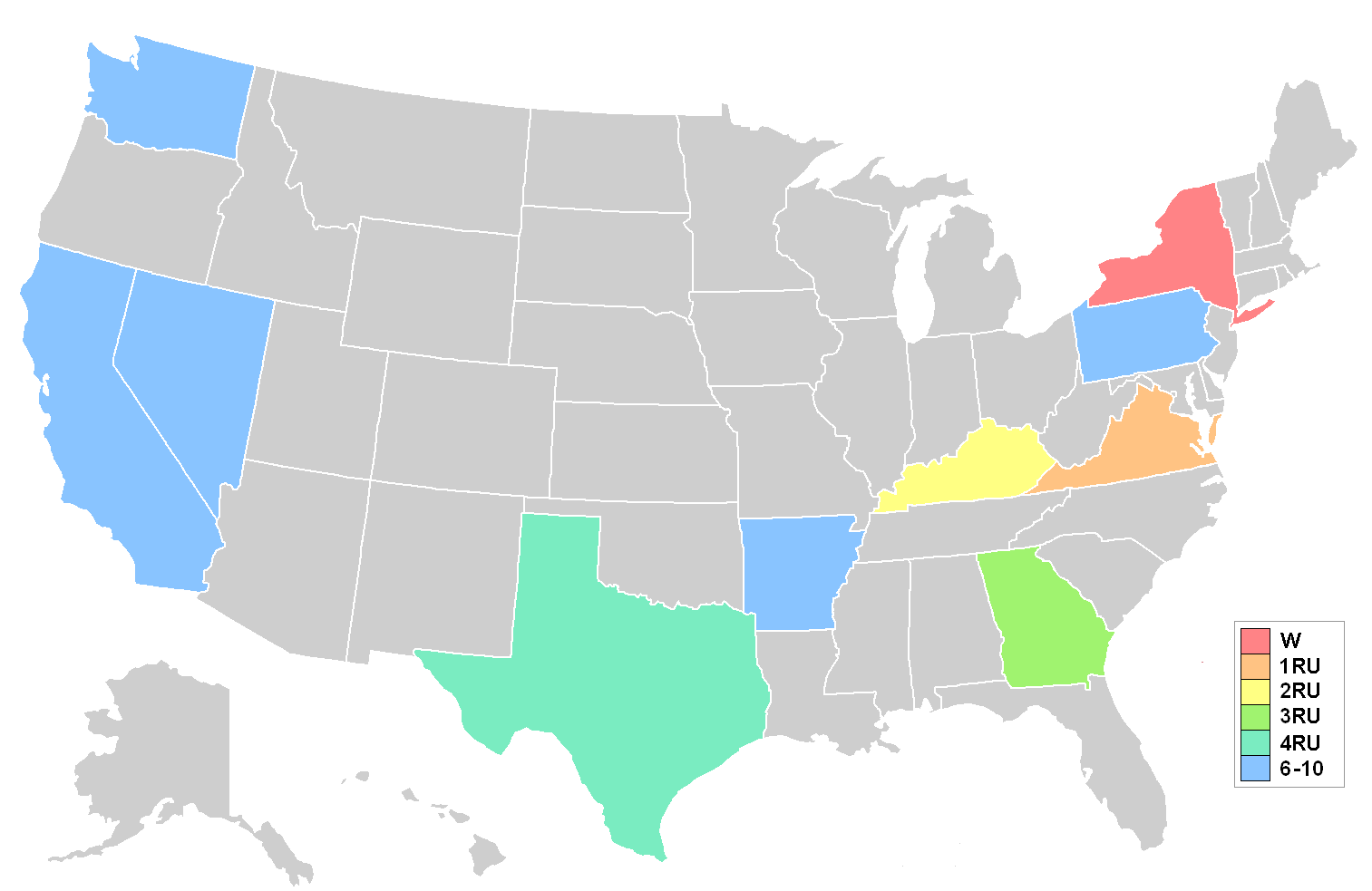
خريطة توضح المواضع حسب الولاية

| النتائج النهائية                                  | المتنافسة |
| ------------------------------------------------- | --- |
| ملكة جمال مراهقات الولايات المتحدة الأمريكية 1983 | - نيويورك - روث زكاريان                                                                                                   |
| الوصيفة الأولى                                    | - فرجينيا - تينا ماروكو                                                                                                   |
| الوصيفة الثانية                                   | - كنتاكي - كريستا كيث |
| الوصيفة الثالثة                                   | - جورجيا - كيلي جيرلز |
| الوصيفة الرابعة                                   | - تكساس - شيري شولز |
| أفضل 10                                           | - أركنساس - أنجيلا بويد - كاليفورنيا - شون جاردنر - نيفادا - كيمبرلي كانون - بنسلفانيا - ديان هويس - واشنطن - روندا مونرو |

## المتسابقات
المتسابقات المشاركات في مسابقة ملكة جمال مراهقات الولايات المتحدة الأمريكية 1983:
| - ألاباما - جيل جونسون - ألاسكا - ليندا فيكوس - أريزونا - كريس كيم - أركنساس - أنجيلا بويد - كاليفورنيا - شون جاردنر - كولورادو - جولي ماير - كونيتيكت - بيت أولدرون - ديلاوير - لورا إنسلين - مقاطعة كولومبيا - باتريسيا كيرتس - فلوريدا - لورا إردمان - جورجيا - كيلي جيرلس - هاواي - إيريكا ماتيك - أيداهو - تامي هاميلتون - إلينوي - ليندا بيركهولدر - إنديانا - جولي جيمس - أيوا - كيمبرلي هيك - كانساس - ميليسا ليتشاك - كنتاكي - كريستا كيت - لويزيانا - فيل كافالير - مين - دينا دوفال - ماريلاند - كارلا كيمب - ماساتشوستس - كريستين لولور - ميشيغان - كيتي ماكبرايد - مينيسوتا - كيمبرلي إيس - ميسيسيبي - لورا زابوني - ميزوري - ليزا لوغان | - مونتانا - ليزلي لوكاس - نبراسكا - جيكي كينينج - نيفادا - كيمبرلي كينون - نيو هامبشير - مورين موراي - نيو جيرسي - شيري درامموند - نيو مكسيكو - إلويزا سيرنا - نيويورك - روت زاكاريان - كارولاينا الشمالية - جانيت فريمان - داكوتا الشمالية - ليزا روبين - أوهايو - جيمي كالاريك - أوكلاهوما - لورنا ويب - أوريغون - جريثن توما - بنسيلفانيا - ديان هويس - رود آيلاند - ميليسا سكيارا - كارولاينا الجنوبية - بيث وودارد - داكوتا الجنوبية - كارين هيرنيس - تينيسي - شيري دوتسون - تكساس - شيري شولت - يوتا - ناتالي ديجرو - فيرمونت - سيندي جنتيل - فرجينيا - تينا ماروكو - واشنطن - روندا مونرو - فرجينيا الغربية- كيي سكادين - ويسكونسن - جين زافادا - وايومنغ - شانا طومسون |